# Antinacionalismo
Antinacionalismo é uma ideologia que defende que o nacionalismo é um conceito, de alguma forma, perigoso e que, em alguns casos, toda forma de nacionalismo apresenta desvantagens ou riscos. Embora englobe muitas variedades e possa ser usado em uma enorme quantidade de conceituações políticas, econômicas e/ou sociais, o antinacionalismo pode ser definido como a antítese de nacionalismo.

## Antinacionalismo de uma perspectiva humanitária
Alguns antinacionalistas são humanistas que defendem um modelo idealista de comunidade global e se identificam sob o termo "cidadão do mundo", pregando o objetivo último de que toda a humanidade viva em paz ao invés de em conflito perpétuo. Sob esse rótulo podem ser englobadas as teorias pacifistas que advogam o fim das fronteiras e a coletivização dos recursos naturais, assim como auxílio mútuo entre os povos. Esta corrente de antinacionalismo não inclui, necessariamente, hostilidade ao conceito de estados-nações, mas tende a defender o cooperativismo internacional sobre os interesses nacionais.

## Antinacionalismo de uma perspectiva revolucionária
A maior parte dos antinacionalistas que acreditam na eventual unificação do mundo sob uma comunidade global (tradicionalmente após algum tipo de revolução social mundial) e que também defendem uma perspectiva socialista, comunista, anarquista e situacionista de política social, tendem a fazer uma notável exceção para aspectos culturais, advogando a preservação da cultura ante a globalização política e econômica. Os antinacionalistas revolucionários também não hostilizam abertamente o conceito de fronteiras nacionais, mas argumentam que tais divisões podem ser desvantajosas quando levam a situações de chauvinismo, xenofobia, militarismo e opressão social, como quando as paixões nacionalistas excedem seus limites e promovem perseguição sistemática a minorias sexuais, étnicas e religiosas.

## Antinacionalismo como oposição a toda forma de nacionalismo
Uma terceira corrente antinacionalista advoga rígida oposição a qualquer forma de nacionalismo. Geralmente confinado a correntes mais radicais de esquerda, esta corrente afirma que todo nacionalismo, mesmo o nacionalismo étnico de grupos humanos minoritários histórica ou autalmente oprimidos, é fundamentalmente negativo. Tipicamente, os antinacionalistas radicais defendem a extinção total de todo e qualquer tipo de fronteira nacional e defendem a unificação do planeta em uma comunidade integrada em torno dos ideais de harmonia, cooperação e livre movimento de pessoas, idéias, bens e serviços.
Variações desse tema foram historicamente registrados no interior dos movimentos trotskistas, embora seus defensores tenham sido duramente criticados tanto por pessoas de fora quanto por militantes do movimento como sendo elitistas e/ou ignorantes a respeito conflitos étnicos e questões políticas em curso no mundo. Contudo, mais recentemente, determinados grupos de orientação maoísta começaram a divulgar ideais parecidos, embora não idênticos, aos dessas correntes trotskistas, ao argumentar que, embora seja uma posição impopular e difícil de manter, opor-se a todas as formas de nacionalismo acaba por fortalecer as posições internacionalistas e encoraja o trabalho em prol de uma comunidade de cooperação global.
Frequentemente, correntes mais moderadas de antinacionalistas, incluindo muitos marxistas-leninistas, criticam os antinacionalistas radicais como sendo racistas, ignorantes da existência de diferenças culturais entre povos diversos e do uso do nacionalismo como forma de preservação cultural, e não só como instrumento de expansão imperialista. Mas os radicais contra-argumentam que seu posicionamento encoraja o que chamam de "unidade multi-racial", em oposição à abordagem marxista de "separados-mas-iguais", que outros esquerdistas advogam.
Devido à forte oposição que os antinacionalistas mais radicais sustentam contra todas as formas de nacionalismo, não são desconhecidos casos de confronto violento desses antinacionalistas com grupos notoriamente racistas, como a Ku Klux Klan ou organizações neo-nazistas, ou ocasiões em que os ativistas antinacionalistas levaram protestos até pontos que outros opositores do racismo não ousariam. Um grupo que apóia publicamente esta forma mais radical de antinacionalismo é o Partido Progressista dos Trabalhadores, um partido comunista com base nos Estados Unidos, mas com filiações em múltiplos países.
Existem ainda, muitos grupos intermediários entre versões mais moderadas e mais radicais de antinacionalismo. Certas correntes do Anarquismo alegam possuir uma visão de antinacionalismo muito similar aos radicais esquerdistas, afirmação evidenciada pela forte oposição dos anarquistas a qualquer forma de culto à personalidade. Contudo, muitos anarquistas também apóiam políticas de manutenção de identidades culturais e preservação de valores culturais nacionais.
Um conhecido opositor de todas as formas de nacionalismo e que poderia ser visto como um antinacionalista radical é o filósofo alemão Friedrich Nietzsche. Entretanto, Nietzsche também se opõe a praticamente todas as formas de movimento social ou ideologia de grupo, o que torna difícil sua classificação.

## Antinacionalismo no mundo islâmico
O Islamismo não é uma fé tradicionalmente antinacionalista, visto que o próprio Maomé unificou o povo árabe por meio da língua e da religião islâmica. Correntes modernas do Islã (influenciadas pelo Marxismo), argumentam que traços como racismo, sexismo e o nacionalismo encontrado em vários povos do antigo Oriente Médio foram abolidos por Maomé quando da tomada política pelo Islã. Essa visão igualitária seria o objetivo principal dos primeiros califados pós-Maomé, mas foi desvirtuado com a formação de Estados muçulmanos, o que, segundo os antinacionalistas islâmicos, vai contra os ensinamentos originais de Maomé. Segundo esses proponentes, o profeta fez referência a respeito dos males do nacionalismo, como por exemplo:
"As pessoas deveriam desistir de seu orgulho às nações, pois este é o carvão entre os carvões do fogo infernal. Se eles não dessitirem disto, Deus irá considerá-los inferiores ao verme mais inferior que se move pelas fezes". (registrado por Abu-Dawwod e al-Tirmidhi)
'Ali, que fora educado pelo Profeta e casou-se com sua filha, dava apoio ao nacionalismo: "As nações prosperam graças ao nacionalismo." (Scale of Wisdom: A Compendium of Shi'a Hadith: Bilingual Edition, de RayShahri No.#6558)